# Marœuil
Marœuil – miejscowość i gmina we Francji, w regionie Hauts-de-France, w departamencie Pas-de-Calais.
Według danych na rok 1990 gminę zamieszkiwało 2296 osób, a gęstość zaludnienia wynosiła 194 osób/km² (wśród 1549 gmin regionu Nord-Pas-de-Calais Marœuil plasuje się na 331. miejscu pod względem liczby ludności, natomiast pod względem powierzchni na miejscu 230.).